# Aran Bell
Aran Bell (Bethesda, 7 ottobre 1998) è un ballerino statunitense, primo ballerino dell'American Ballet Theatre dal 2020.

## Biografia
Aran Bell è nato a Bethesda, figlio di un medico della marina; crescendo ha seguito il padre, di stanza a Napoli e poi in diverse località negli Stati Uniti. Ha cominciato a studiare danza all'età di quattro anni e poi alla Central Pennsylvania Youth Ballet, in cui ha studiato seguendo il metodo Vaganova e la tecnica Balanchine. All'età di undici anni vinse il Youth America Grand Prix nella sezione giovanile. 
Nel 2017, all'età di diciotto anni, si è unito al corps de ballet dell'American Ballet Theatre e l'anno successivo ha ottenuto il suo primo ruolo principale, danzando la parte di Romeo nel Romeo e Giulietta di Kenneth MacMillan. L'anno successivo è stato promosso al rango di solista e ha ampliato il proprio repertorio danzando i ruoli del Principe Désiré ne La bella addormentata e di Siegfried ne Il lago dei cigni. Nel 2020 è stato proclamato ballerino principale della compagnia all'età di 21 anni.